# Landesbank Sachsen

Logo der Sachsen LB – Landesbank Sachsen Aktiengesellschaft

Die heute nicht mehr existierende Landesbank Sachsen Aktiengesellschaft (Sachsen LB) war von 1992 bis 2007 die Landesbank des Freistaates Sachsen mit Sitz in Leipzig. Nach einem Notverkauf an die Landesbank Baden-Württemberg (LBBW) 2008 wurde sie als Sachsen Bank zunächst weitergeführt und 2018 endgültig liquidiert.

## Kurzgeschichte
Die am 1. Januar 1992 in der Rechtsform einer Anstalt des öffentlichen Rechts gegründete und als Landesbank Sachsen Girozentrale firmierende Landesbank wurde 2007 in eine Aktiengesellschaft umgewandelt und firmierte vom 26. Oktober 2007 bis 30. März 2008 als Landesbank Sachsen Aktiengesellschaft. Zuletzt wurde sie in eine Kommanditgesellschaft umgewandelt und firmierte für einen Tag vom 31. März 2008 bis 1. April 2008 als Sachsen Bank Anstalt öffentlichen Rechts & Co. KG.
Sie war rückwirkend ab dem 1. Januar 2008 eine hundertprozentige Tochtergesellschaft der Landesbank Baden-Württemberg (LBBW) und wurde zum 1. April 2008 auf diese verschmolzen. Das regionale Kundengeschäft der LBBW wurde ab 2008 zusammen mit den bisherigen BW-Bank-Filialen in Halle (Saale), Leipzig und Dresden unter dem Markennamen Sachsen Bank weiterbetrieben und übernahm bis zu ihrer endgültigen Liquidation 2018 als regionale Kundenbank das Geschäftsfeld des Unternehmenskundengeschäfts mit Fokus auf das Mittelstandsgeschäft und das Geschäftsfeld Private Banking als operativ selbstständige Einheit innerhalb der LBBW.

## Aufgaben
Der Bank oblagen zum einen die Aufgaben einer Staats- und Kommunalbank der sächsischen Sparkassen. Sie wurde aus einer Förderbank, die zum Beispiel Kredite und Bürgschaften für Wirtschaftsprojekte vergab, in eine Investmentbank umgestaltet. Nach dem Wegfall der Gewährträgerhaftung 2005 hafteten die Träger der Bank, also der Freistaat Sachsen und die Sachsen-Finanzgruppe, nicht mehr im vollen Umfang und unbeschränkt für die Verbindlichkeiten der Bank. Die Sachsen LB war gleichfalls Geschäftsbank und betrieb als öffentlich-rechtliches Wettbewerbsunternehmen Bankgeschäfte aller Art und sonstige Geschäfte, die ihren Zwecken dienten.

## Organisationsstruktur

### Vorstand der Landesbank Sachsen Girozentrale
Folgende Personen waren Vorsitzende des Vorstandes:
- Michael Weiss von 1992 bis 2005
- Hans-Jürgen Klumpp kommissarisch 2005
- Herbert Süß von 2005 bis 15. September 2007[4]
- Joachim Hoof vom 15. September 2007 bis 26. Oktober 2007[4]

Folgende Personen waren Mitglieder im Vorstand:
- Eckhard Laible von 1. Mai 1995 bis 31. Dezember 2001
- Hans-Jürgen Klumpp von 1993 bis November 2005[5]
- Dieter Burgmer von 2000 bis 2001
- Rainer Fuchs von 2002 bis 2005
- Gerrit Raupach vom 1. Januar 2003 bis 30. Juni 2006[4]
- Stefan Leusder vom 1. November 2005 bis 23. August 2007[4]
- Yvette Bellavite-Hövermann vom 1. September 2006 bis 30. August 2007[4]
- Werner Eckert vom 1. September 2006 bis 30. August 2007[4]
- Wolf-Dieter Ihle vom 30. August 2007 bis 26. Oktober 2007[4]
- Harald R. Pfab vom 4. September 2007 bis 26. Oktober 2007[4]

### Verwaltungsrat der Landesbank Sachsen Girozentrale
Vorsitzende waren:
- Horst Metz (unbekannt–30. September 2007), Vorsitzender
- Stanislaw Tillich (1. Oktober 2007–26. Oktober 2007), Vorsitzender

Mitglieder waren:
- Uwe Albrecht (unbekannt–30. November 2006), Mitglied
- Christine Boragk (31. Mai 2007–26. Oktober 2007), Mitglied Arbeitnehmervertreter
- Michael Czupalla (20. März 2006–26. Oktober 2007), Mitglied
- Achim Eißler (unbekannt–30. Mai 2007), Mitglied Arbeitnehmervertreter
- Michael Geisler (20. März 2006–26. Oktober 2007), Mitglied
- Reiner Grimm, Mitglied
- Andrea Haas (31. Mai 2007–26. Oktober 2007), Mitglied Arbeitnehmervertreter
- Wieland Hiller (unbekannt–30. Mai 2007), Mitglied Arbeitnehmervertreter
- Claus Friedrich Holtmann (1. Februar 2007–26. Oktober 2007), Mitglied
- Joachim Hoof (20. März 2006–4. September 2007), Mitglied
- Burkhard Jung (20. März 2006–26. Oktober 2007), Mitglied
- Thomas Jurk, Mitglied
- Petra Kockert, Mitglied
- Peter Krakow (unbekannt–19. März 2006), Mitglied
- Catrin Kullmann (unbekannt–30. Mai 2007), Mitglied Arbeitnehmervertreter
- Rainer Kutschke (unbekannt–19. März 2006), Mitglied
- Dirk Lindner (31. Mai 2007–26. Oktober 2007), Mitglied Arbeitnehmervertreter
- Bernd Michallik (unbekannt–19. März 2006), Mitglied
- Reimund Neugebauer (20. März 2006–26. Oktober 2007), Mitglied
- Benedikt Niemeyer, Mitglied
- Ingolf Roßberg, (unbekannt–15. Mai 2006), Mitglied
- Matthias Rößler (1. Dezember 2006–14. Oktober 2007), Mitglied
- Arthur Scholz (unbekannt–19. März 2006), Mitglied
- Andreas Schramm (20. März 2006–26. Oktober 2007), Mitglied
- Friedhelm Schutt (31. Mai 2007–26. Oktober 2007), Mitglied Arbeitnehmervertreter
- Jörg-Udo Veldten (unbekannt–30. Mai 2007), Mitglied Arbeitnehmervertreter
- Rainer Voigt (unbekannt–31. Dezember 2006), Mitglied
- Ronald Weckesser (20. März 2006–26. Oktober 2007), Mitglied
- Hermann Winkler (20. März 2006–26. Oktober 2007), Mitglied

## Liquiditätskrise und Notverkauf 2007 und 2008

### Vorgeschichte
Die Sachsen LB hatte über ihre irische Tochtergesellschaft „Sachsen LB Europe plc“, Dublin und die Conduits „Ormond Quay Funding“ und „Georges Quay Funding“ Verbriefungsgeschäfte mit amerikanischen Hypothekenmarktkrediten, jedoch nicht aus dem Subprime-Segment, betrieben. Diese Verbriefungsgeschäfte waren jedoch kaum bekannt und sind auch im Geschäftsbericht der irischen Sachsen LB-Tochter von 2006 nicht aufgeführt.
Im Zuge der amerikanischen Hypothekenmarktkrise im Sommer 2007 waren diese Conduits zeitweise nicht mehr in der Lage, ausreichend kurzfristige Anleihen auf dem Kapitalmarkt zu platzieren, um ihre erworbenen langfristigen Kredite in vollem Umfang zu refinanzieren.

### Krise und Notverkauf im August 2007
Den Ablauf der Krise bis zum Notverkauf am 26. August 2007 stellte die Sächsische Zeitung in einem Dossier in der Ausgabe vom 26./27. August 2017 wie folgt dar, wobei Einzelnachweise aus früheren Versionen dieses Lemmas stammen und beibehalten wurden, da sie diesen Bericht ergänzen oder zusätzlich Informationen geben.
- Am 30. Juli 2007 meldete die IKB Deutsche Industriebank, dass sie durch eine Krise am US-Subprime-Markt in eine existenzbedrohende Schieflage geraten sei. Wirtschaftsjournalisten stellten fest, dass die irische Tochter der Sachsen LB ebenfalls in diesem Bereich in erheblichem Umfang tätig sei. Daraufhin veranlasste der damalige Staatssekretär im Sächsischen Staatsministerium der Finanzen, Wolfgang Voß, beim damaligen Vorstand der Sachsen LB unter dem Vorstandsvorsitzenden Herbert Süß eine Stellungnahme, die am 3. August 2007 bei ihm einging. In dieser wird ihm zwar bestätigt, dass es Schwankungen am Markt gäbe, diese hätten aber nichts mit erhöhten Ausfallrisiken zu tun.
- Am 6. August 2007 berichtete Der Spiegel über „Finanzjongleure“, den „Ormond Quay Fund“ und das Finanzvolumen von 14 Milliarden Euro, um das es gehe. Unaufgefordert ging ein weiterer Brief im Finanzministerium ein, dieses Mal an Staatsminister Horst Metz, der jedoch im Urlaub war. Auch dieser Brief landete bei Staatssekretär Voß. Erneut versicherten die Banker, dass die Liquidität gesichert sei und es keinen Anlass zur Panik gäbe. Da die Frankfurter Allgemeine Zeitung wiederum berichtete, dass die Sachsen LB in das Visier der Bankenaufsicht geraten sei, wurde der Vorstand ins Finanzministerium geladen. Dort betonte dieser am 10. August 2007 erneut, dass die Bank über ausreichende Liquidität verfüge und teilte dies auch der Presse mit (damalige Pressemitteilung als Einzelnachweis).[10]
- Am 14. August 2007 – Finanzminister Metz war zwischenzeitlich aus dem Urlaub zurück – fand in Leipzig eine Sitzung des Kreditausschusses des Aufsichtsrates der Sachsen LB unter Vorsitz von Staatsminister Metz statt. Innerhalb weniger Minuten wurde dort unvermittelt bekannt, dass es ein erhebliches Problem bei der Zweckgesellschaft „Ormand Quay“ gab. Es würden Milliardenverluste drohen, wenn nicht sofort das Dubliner Investment gestützt werde. Dabei blieb unklar, wer wann wie viel an Finanzmitteln aufzubringen hätte. Staatsminister Metz und Staatssekretär Voß informierten auf Grund dieser Informationen die Staatskanzlei, Staatssekretärin Andrea Fischer informierte danach Ministerpräsident Georg Milbradt in dessen Urlaub in Ungarn, der diesen sofort abbrach.
- Am 15. August 2007 fand eine Krisensitzung in der Staatskanzlei statt, bei der erstmals die benötigte Summe benannt wurde: 17,3 Milliarden Euro. Dass es diese Wertpapiere überhaupt gibt sowie deren Funktionsweise war damals selbst Spezialisten im Finanzministerium unklar. Überdies wurde kritisiert, dass die Prüfer der Wirtschaftsprüfungsgesellschaft PwC stets korrekte Testate erteilt hätten.
- Gleichwohl konnte Sachsen diesen Kredit nicht aufnehmen: Es wurde eilig ein Treffen beim Deutschen Sparkassen- und Giroverband (DSGV) organisiert, das am 16. August 2007 stattfand und an dem Staatssekretär Voß für den Freistaat Sachsen teilnahm. U. a. nahmen an diesem Treffen Heinrich Haasis als Präsident des DSGV und Claus Friedrich Holtmann als Geschäftsführender Präsident des Ostdeutschen Sparkassenverbandes (OSV) teil. Gegen 22.00 Uhr erklärte sich der öffentlich-rechtliche Bankensektor bereit, die benötigte Kreditlinie von 17,3 Mrd. Euro zur Verfügung zu stellen:[11] Allein die Landesbank Baden-Württemberg (LBBW) übernahm die Hälfte davon. Diese Kreditlinie wurde auch an die Bedingung geknüpft, dass sich die Sachsen LB einer Übernahme durch einen finanzkräftigen Investor stellt.[12]
- Noch am Freitag, dem 17. August 2007 flog Staatssekretär Voß nach Frankfurt zu einem Treffen mit Axel A. Weber, Präsident der Deutschen Bundesbank und Jochen Sanio, Präsident der deutschen Bundesanstalt für Finanzdienstleistungsaufsicht (BaFin), die, unterstützt von den wichtigsten Sparkassenmanagern Deutschlands, dieser Lösung im Grundsatz an diesem Tag zustimmten.
- Während des darauffolgenden Wochenendes erhielt der damalige Koalitionspartner der CDU, die SPD, erstmals Kenntnis von den Vorgängen, Vize-Ministerpräsident Thomas Jurk sogar erst an seinem letzten Urlaubstag an diesem Wochenende. Markige politische Sprüche aus Richtung der CDU, vor allem gegen Karl Nolle (SPD), der von Insider-Informationen aus Leipzig profitierte, folgten.
- Während die Verwaltungsratssitzung am Montag, dem 20. August 2007 ereignisarm verlaufen sein soll, spitzte sich die Lage am Abend des Dienstags, 21. August 2007, weiter zu: Die britische Investmentbank Barclays forderte einen Betrag von 250 Millionen Euro mit sofortiger Fälligkeit. Der Bankenvorstand in Leipzig musste zugeben, dass dazu auf das Eigenkapital der Sachsen LB zugegriffen werden müsse, das anschließend so niedrig sei, dass man gegen bankenrechtliche Auflagen verstieße (d. h. im Klartext: Die Bank würde geschlossen).
- Am 23. August 2007, also nach Bekanntwerden der Forderung von Barclays, schied zunächst der für das Kapitalmarktgeschäft zuständige Vorstand Stefan Leusder aus dem Unternehmen aus.[13]
- Zusätzlich erreichte am 24. August ein Brief der BaFin das Finanzministerium, die seitens der Sachsen LB von der Forderung von Barclays unterrichtet werden musste. In diesem schrieb sie, dass die „existenzbedrohende Lage“ dazu führe: „[…] Sollte die Bank nicht sehr schnell auf eine neue wirtschaftliche Basis gestellt werden, würde sich die Frage bankenaufsichtlicher Maßnahmen stellen“: Mithin drohte die sofortige Schließung. Als Termin gab die BaFin in diesem Brief vor, dass bis zur Öffnung der Börse in Tokio am Montag (also 27. August 2007, gegen 3.00 Uhr MEZ) eine Erledigung erzielt sein müsse.[14]
- Diese von der BaFin geforderte „neue wirtschaftliche Basis“ besagte allerdings nicht, dass es etwa um einen Verkauf der Sachsen LB an eine andere Bank hätte gehen müssen: Aus der Sicht der BaFin und im Blick auf die alleinige Anteilseignerschaft des Freistaates Sachsen an der Sachsen LB hätte es evtl. in einem ersten Schritt genügen können, die Forderung von „Barclays“ z. B. aus Haushaltsmitteln des Freistaates zu bedienen, etwa im Sinne einer Nachschusspflicht. Durch das rechtliche Konstrukt und den Wegfall der Gewährträgerhaftung 2005 (die auch von Sachsen mit getragen, in Teilen forciert wurde) war diese – einfache – Lösung für die Sachsen LB jedoch versperrt. Aus weiteren – eher theoretischen – Modellen verblieb nur der „Verkauf“ binnen weniger Stunden, zumal die Risiken aus dem „Ormond Quay Fund“ anders nicht abschließend erledigt worden wären, die den in Rede stehenden Betrag von 250 Millionen Euro von Barclays zur „sofortigen Fälligkeit“ weit überstiegen.
- Ab Sonnabend, 25. August 2007 begann um 16.00 Uhr ein zuletzt 30-stündiger Verhandlungsmarathon am Sitz der Ostsächsischen Sparkasse Dresden (Sparkassenhaus Güntzplatz). Mit dabei waren neben den Vorständen der Sachsen LB und des Freistaates auch die LBBW und die NordLB, die jedoch noch Sonnabend ihr Interesse an einem Kauf zurückzog. Ab dem frühen Abend war Staatsminister Metz dabei, in der Nacht auch Ministerpräsident Milbradt. Am Sonntagmorgen, 2.30 Uhr, gab es eine Grundlagenvereinbarung mit der LBBW mit 61 Abschnitten. Sie regelten die Überführung der Sachsen LB an die LBBW bis 1. Januar 2008 zu einem Kaufpreis von zunächst „mindestens 300 Mio. Euro“. Aus diesem übernahm die LBBW die Sofortüberweisung in Höhe von 250 Mio. Euro an Barclays.
- Am Sonntagmorgen, also dem 26. August 2007, wurde die Kabinettsvorlage erstellt, das per Eileinberufung zusammengekommene Kabinett stimmte gemeinsam mit den Spitzen der Landtagsfraktionen dieser einstimmig zu. Am Sonntagnachmittag erteilten die Eigentümer der Sachsen LB und die der LBBW ihre Zustimmung zu Verkauf und Kauf.
- Am Sonntagabend, um 19.30 Uhr, gab im Rahmen einer Pressekonferenz Ministerpräsident Milbradt den Verkauf u. a. mit den Worten: Die Sachsen LB kommt aus stürmischer See in einen ruhigen Hafen bekannt – was sich so nicht erfüllen sollte.

### Folgeereignisse nach dem protokollierten Verkauf 2007 und 2008
Die LBBW kam nach dem Kauf der Sachsen LB selbst in die Schieflage. Bei der Ermittlung des Kaufpreises, der am 26. August 2007 zunächst noch offen blieb, wurde klar, dass die Sachsen LB Risiken in Höhe von 43 Milliarden Euro mitverkauft hatte. Zudem entdeckte die LBBW viele Papiere „Dubliner Natur“ in ihren eigenen Geschäften.
Nachdem die endgültige Übernahme Anfang Dezember deshalb zu scheitern drohte, wurde in der Nacht vom 12. auf den 13. Dezember 2007 eine abschließende Einigung über die Übernahme der Sachsen LB durch die LBBW erzielt. Diese beinhaltete u. a. weitreichende finanzielle Bürgschaften über 2,75 Milliarden Euro durch das Land Sachsen.

### Zahlungen des Freistaates Sachsen
Sachsen zahlte bis einschließlich 1. Halbjahr 2017:
- 2009: 10,4 Mio. €
- 2010: 123,9 Mio. € (ab hier Beginn der quartalsmäßigen Berichterstattung)
- 2011: 146,5 Mio. €
- 2012: 221,7 Mio. €
- 2013: 608,8 Mio. € (Nachzahlung durch Urteil des OLG Frankfurt am Main)
- 2014: 120,5 Mio. €
- 2015: 185,9 Mio. €
- 2016: 87,3 Mio. €
- 2017: 52,5 Mio. € (nur erstes Halbjahr)

Das waren bis dahin insgesamt 1.557,5 Mio. €.
Zur Absicherung der voraussichtlichen Folgekosten wurde ein Garantiefonds mit einem Bestand von rund 1,21 Milliarden Euro (Stand: Ende Juni 2017) eingerichtet. Sachsens Finanzministerium erklärte, dass damit das Rest-Risiko dieser Bürgschaft vollständig abgedeckt sei.
Nach Abwicklung der Sachsen LB Anfang 2018 übernahm der Freistaat Sachsen mit einer Zweckgesellschaft deren verbliebene Bestände, woraufhin die Nachfolger der Sachsen LB endgültig liquidiert wurden. Diese Bestände wurden verkauft und die Einnahmen in den Garantiefonds überführt, der am 12. Oktober 2018 einen Gesamtbestand von 1.036,0 Mio. € aufwies. Dieser soll investiv eingesetzt werden, 800 Mio. € wurden im Doppelhaushaltes 2019/2020 verplant, weitere 165 Mio. € aus dem Verkauf der Wertpapiere sollten noch eingesetzt werden. 71 Mio. € sollten für die Liquidation der Zweckgesellschaft eingesetzt werden.

### Weitere Konsequenzen
Der Abschnitt beruht auf dem Dossier der Sächsischen Zeitung vom 26./27. August 2017.

#### Politiker
- Bereits 2005 gab es einen Untersuchungsausschuss des Sächsischen Landtages wegen anderer Vorfälle in der Sachsen LB. Ohne die Vorgänge abschließend aufbereitet zu haben, kam der Notverkauf dazwischen. Ohne Endergebnis stellte der Ausschuss seine Arbeit 2009 ein.
- Der sächsische Ministerpräsident Georg Milbradt trat im Mai 2008 von allen seinen Ämtern (u. a. als Ministerpräsident und als Landesvorsitzender der CDU) zurück, nachdem bekannt wurde, dass er mit einem persönlichen Kredit der Sachsen LB selbst in Investmentfonds dieser Bank investiert hatte.
- In der Sondersitzung des Sächsischen Landtags zum Verkauf der Sachsen LB erklärte der sächsische Finanzminister Horst Metz seinen Rücktritt zum 30. September 2007. Er blieb bis 2009 Landtagsabgeordneter und trat 2016 aus der CDU aus.
- Wolfgang Voß blieb bis 2010 Finanzstaatssekretär und wurde anschließend bis 2014 Finanzminister des Freistaats Thüringen. Er ist nunmehr im Ruhestand.

#### Juristen
- Der Sächsische Rechnungshof legte einen für die Staatsregierung verheerenden Bericht zum Verkauf der Bank vor.
- 2009 erklärte der Verfassungsgerichtshof des Freistaates Sachsen den Verkauf in Teilen für verfassungswidrig. Insbesondere bemängelte das Urteil, dass der Landtag über den erfolgten Verkauf lediglich informiert wurde und unter Begründung eines drohenden Finanznotstands nicht selbst entscheiden konnte.[18] Auch eine ohne Form und Frist einberufene Landtagssitzung wäre – auch unter Inkaufnahme einer nichtbeschlussfähigen Mehrheit – möglich gewesen: Nicht einmal der Versuch einer Einberufung dazu wurde unternommen.[19]
- Insgesamt 20 zivil- und strafrechtliche Prozesse wurden geführt. Die meisten Manager (oder deren Versicherungen) zahlten Schadenersatz in unbekannter Höhe (im Gespräch seien nach dem genannten Dossier der Sächsischen Zeitung insgesamt 60 Mio. Euro).

#### Wirtschaftsprüfer/Finanzexperten
- Ernst & Young wurde im Rahmen der Verhandlungen nach dem Notverkauf im September 2007 durch die Sächsische Staatsregierung beauftragt, die Vorgänge in der Sachsen LB zu begutachten. Die Wirtschaftsprüfer haben dem ehemaligen Vorstandsgremium der Sachsen LB eklatante Fehler vorgeworfen. So sei das Kreditersatzgeschäft außerbilanziell auch nicht vom Risikoanalysesystem der Bank erfasst worden. Ernst & Young kritisierte darüber hinaus, dass zu Beginn der Finanzmarktkrise 2007 keine „erkennbaren Maßnahmen“ getroffen wurden, um die Risiken zu senken; stattdessen seien aber das Geschäft ausgeweitet und neue Zweckgesellschaften gegründet worden.[20]
- Die Abschlüsse 2004 bis 2006 der Sachsen LB erklärte das Landgericht Stuttgart für nichtig. Die Prüfer dieser Jahresabschlüsse, das Unternehmen PwC, mieden einen öffentlichen Prozess und überwiesen dem Freistaat Sachsen 2011 einen Betrag von 40 Mio. Euro.

#### Die neuen Eigentümer
- 2008 erlitt die LBBW den höchsten Verlust ihrer Geschichte: 2,1 Milliarden Euro. Vorstandsvorsitzender Siegfried Jaschinski trat im Mai 2009 aus dem Vorstand aus.
- Die Altlasten aus dem Kauf der Sachsen LB führten (z. B.) 2016 dazu, dass die LBBW den Firmenwert ihrer nunmehrigen Tochter um weitere 379 Mio. Euro verringerte.
- Der Vorstandsvorsitzende Rainer Neske erklärte, den Freistaat Sachsen 2018 auffordern zu wollen, die Verwaltung der Dubliner Fonds wieder selbst zu übernehmen (was insofern 2018 auch geschah, siehe weiter unten).
- Hinsichtlich etwaiger Gewinne oder Verluste aus der Übernahme der Sachsen LB ließ die LBBW im Ende August 2017 erklären, dass der Pressesprecher solche Berechnungen nicht habe.

#### Vorstand und Aufsichtsbehörden
- Ende August 2007 wurden zwei weitere Vorstandsmitglieder abberufen, und der Vorstandsvorsitzende Herbert Süß erklärte seinen Rücktritt zum 15. September 2007.[21] In der Folgezeit ermittelte die Staatsanwaltschaft Leipzig gegen ehemalige Vorstandsmitglieder. Eine erste Anklage wurde im September 2011 erhoben.[22]
- Ins Gefängnis musste keiner der Spitzenbanker der Sachsen LB: Die Prozesse scheiterten an Formfehlern[23][24] oder endeten gegen die Zahlung von Geldstrafen. Der letzte der Prozesse, der gegen Herbert Süß, endete 2017 ebenfalls mit einer Einstellung gegen Zahlung einer Geldauflage.
- Auch der Vorstandsvorsitzende der LBBW, Siegfried Jaschinski, sah sich einem Ermittlungsverfahren der Staatsanwaltschaft Stuttgart wegen unrichtiger Darstellung der „Dublin-Papiere“ und ihrer Risiken in der Bilanz ausgesetzt: Es wurde 2014 gegen die Zahlung von 50.000 Euro eingestellt.
- Die Mitglieder der Verwaltungsräte blieben wie die Aufsichtsbehörden unbehelligt. Lediglich Jochen Sanio als Präsident der BaFin sah sich eines Untreue-Vorwurfes ausgesetzt, das Verfahren wurde 2015 eingestellt.

## Situation nach 2008
Am 1. April 2008 wurde die Sachsen LB auf die LBBW endgültig verschmolzen und erlosch damit. Das regionale Kundengeschäft wurde danach von der LBBW zusammen mit den bisherigen BW-Bank-Filialen in Halle, Leipzig und Dresden unter dem neuen Markennamen Sachsen Bank weiterbetrieben. Dies betraf allerdings nur einen Teil der 600 Mitarbeiter der ehemaligen Sachsen LB. Weitere Teile des Geschäfts der Sachsen LB wurden von einer neu gegründeten LBBW-Niederlassung in Leipzig übernommen.
Nach der Abwicklung der Sachsen LB Anfang 2018 übernahm der Freistaat Sachsen mit einer Zweckgesellschaft die verbleibenden Dublin-Bestände, woraufhin die Nachfolger der Sachsen LB endgültig liquidiert wurden. Der für diese Zweckgesellschaft errichtete Garantiefonds wies am 12. Oktober 2018 einen Gesamtbestand von 1.036,0 Mio. € auf. Die Zahlungen des Freistaates Sachsen für den Notverkauf an die LBBW sind damit abschließend und insgesamt auf rund 1,73 Milliarden Euro zu beziffern.